# Juan Giménez
Juan Antonio Giménez López (Mendoza, 16 de setembro de 1943 – Mendoza, 2 de abril de 2020) foi um ilustrador e desenhista de histórias em quadrinhos argentino.
Morreu no dia 2 de abril de 2020, aos 76 anos, em decorrência da COVID-19.

## Obra
- A Casta dos Metabarões (com Alejandro Jodorowsky)
- A Verdadeira História de Leo Roa
- As de Pique (com Ricardo Barreiro)
- Basura (com Carlos Trillo)
- Ciudad 1 (com Ricardo Barreiro)
- Ciudad 2 (com Ricardo Barreiro)
- Cuestion de Tiempo
- El Extrano Juicio a Roy Ely (com Emilio Balcarce e outros)
- Elige Tu Juego
- Estrella Negra (com Ricardo Barreiro)
- Factor Limite (com Ricardo Barreiro)
- Juego Eterno
- La Casta de los Metabarones II (com Alejandro Jodorowsky)
- La Casta de los Metabarones III (com Alejandro Jodorowsky)
- La Casta de los Metabarones IV (com Alejandro Jodorowsky)
- La Casta de los Metabarones V (com Alejandro Jodorowsky)
- La Casta de los Metabarones VI (com Alejandro Jodorowsky)
- La Casta de los Metabarones VII (com Alejandro Jodorowsky)
- La Casta de los Metabarones VIII (com Alejandro Jodorowsky)
- Nosotros Los Héroes
- O Quarto Poder
- Segmentos: 1. Lexipolis (com Richard Malka)